# Токинско-Становой национальный парк
Токинско-Становой национальный парк — национальный парк площадью 253 тысяч га, расположенный в северной части Зейского района Амурской области — вплоть до границ Якутии и Хабаровского края. До 2019 года на его месте существовал Государственный природный зоологический заказник областного значения имени Г. А. Федосеева.

## Расположение и границы
Западная граница проходит от вершины 1621 м, расположенной у истоков реки Чардат на административной границе Амурской области и Якутии, на юг до истоков реки Чардат, далее вниз по реке Чардат до её впадения в реку Ток, далее вверх по реке Ток до устья реки Намуга, далее вверх по реке Намуга до её правого истока. Южная — от правого истока реки Намуга на юго-восток до вершины 1549,0 метров, далее на юго-восток до слияния истоков реки Джиктангра, далее на восток — юго-восток до вершины 1552,8 метров, далее по водоразделу рек Ток и Оконон (через вершины 1487,2, 1461,5, 1600,5, 1516,0) до вершины Конгколой (1707,4), далее по водоразделу на юго-восток до слияния рек Большой Оконон и Малый Оконон, далее вниз по реке Оконон до её первого левого притока (2,5 км ниже уреза 766,4 м), далее вверх по этому притоку до его истока, далее поперёк водораздела на северо-восток до правого истока реки Силимкун, далее по реке Силимкун до её устья, далее по реке Хаюм-Урак до её впадения в реку Зея, далее вниз по реке Зея до устья реки Малые Мутюки, далее вверх по реке Малые Мутюки до устья реки Бирандя, далее вверх по реке Бирандя до её истока, далее на восток по водоразделу до вершины Анегия (1908,0 м). Восточная — от вершины Анегия (1908,0) к истокам реки Анегия, далее вниз по реке Анегия до её впадения в реку Кукур, далее вниз по реке Кукур до её впадения в реку Салакит, далее вниз по этой реке до её впадения в реку Аюмкан, далее вверх по реке Аюмкан до устья реки Эге-Соллак, далее вверх по реке Эге-Соллак до водораздела с рекой Эге-Соллак-Макит на административной границе Амурской области и Хабаровского края. Северная — от предыдущей точки на запад по административной границе Амурской области и Хабаровского края до стыка границ Амурской области, Хабаровского края и Якутии, далее на запад по административной границе Амурской области и Якутии до вершины 1621 м, расположенной у истоков реки Чардат.
Площадь заказника составляет 251 тыс. га.

## История и цель создания
Заказнику присвоено имя Григория Анисимовича Федосеева — писателя, геодезиста, натуралиста и путешественника. В его произведениях «Последний костер», «Злой дух Ямбуя», «В тисках Джугдыра» действие разворачиваются на территории современного национального парка.
Создание заказника стало результатом работы сотрудников Зейского заповедника, которые провели обследование территории и подготовили эколого-экономическое обоснование новой ООПТ. Основные цели создания заказника — охрана мест обитания снежного барана, занесённого в Красный список МСОП, Красные книги Якутии, Амурской области и Хабаровского края, и сохранение уникальных высокогорных тундр, в которых произрастает значительное количество редких растений.
Создан Постановлением губернатора Амурской области от 13.10.2010 № 383 «Об образовании государственного природного комплексного заказника областного значения „Токинский“ имени Г. А. Федосеева»". Постановлением правительства Амурской области от 01.07.2016 № 291 «Об утверждении положений об особо охраняемых природных территориях регионального значения» утверждено положение заказника.
Создан с целью сохранения уникальных ландшафтов, расположенных на главном водоразделе Лены, Амура и Охотского моря — на южных склонах Станового хребта, а также редких видов флоры и фауны, занесённых в Красные книги Российской Федерации, Амурской области, Якутии, Хабаровского края и Международного союза охраны природы.
20 декабря 2019 года постановлением правительства Российской Федерации № 1735 на месте заказника учрежден национальный парк «Токинско-Становой» общей площадью 252893,65 га.

## Климат
Климат континентальный, температура в среднем зимой −36—40 º С, летом + 15—17 º С. Котловины заказника имеют повышенную температуру летом, и пониженную зимой. Осадки — 800—1200 мм на высокогорье и 600 мм в подножии гор.
Тихоокеанский муссон задерживается горами, летом он приносит дожди и осадки. Сибирский антициклон со штормовыми ветрами господствует зимой. Снежный покров достигает на высокогорьях до 150 см, в среднегорье — до 60 см.

## Гидрография
Реки западной и центральной частей заказника «Токинский» относятся к водосборному бассейну реки Зеи, впадающей в Амур. Заказник включает истоки и верхнее течение самой реки Зея. Реки восточной части относятся к бассейну реки Мая, текущей к Тихоокеанскому побережью (Аюмкан, Анегия, Кукур, Эге-Соллак и других). В верховьях реки зажаты теснинами, изобилуют порогами и перекатами. На рассматриваемой территории немало озёр. Наиболее крупное из них — озеро Оконон, имеет площадь акватории около 1,5 км². Большинство озёр ледникового происхождения.

## Флора и фауна
Согласно схеме зоогеографического районирования территория заказника относится к Верхнезейскому округу Зейско-Хинганской провинции и одновременно к высокогорной провинции Станового хребта. Характерной особенностью растительного покрова является хорошо выраженная высотная поясность. Нижний пояс образуют таёжные леса из лиственницы Гмелина. Они занимают нижние части склонов, образуют редколесья в долинах. Плоские днища долин и впадины заняты кустарниково-луговыми сообществами, физиономически напоминающими плейстоценовые тундростепи. Это основные пастбища северных оленей. Выше лежит пояс аянских ельников, тяготеющих к участкам с глубоким залеганием мерзлоты.
Хвойные леса окаймляются сверху каменноберезняками и стелющимися лесами из кедрового стланика и ольховника с кашкарником (из золотистого рододендрона и багульника болотного, реже подбела). Выше господствуют гольцы с горными тундрами: кассиопово-лишайниковыми, дриадовыми и каменисто-лишайниковыми.
Здесь имеются 28 видов растений, отнесённых к редким и исчезающим, многие из них включены в региональные Красные книги Хабаровского края и Амурской области.
Орнитофауна проектируемого заказника включает 178 видов птиц, из них 14 представителей занесенно в Красную книгу Российской Федерации: стерх, чёрный аист, чёрный журавль, орлан-белохвост, скопа, беркут, сапсан, кречет, дикуша, филин, иглоногая сова, тундровый (малый) лебедь, пискулька, нырок Бэра.
Присутствует три типа фаун. Из Охотско-камчатского типа обитают такие животные как кабарга, кедровка, дикуша; восточно-сибирской — каменный глухарь, серый сибирский сорокопут, якутская кукша, белка, восточно-сибирский подвид лося; высокогорной — тундряная куропатка, белая сова, клушица, северный олень, снежный баран. В среднегорьях и по долинам рек изредка встречаются представители амурской фауны — уссурийский (оленерогий) подвид лося, колонок.

## Хозяйственная деятельность
На территории национального парка запрещена любая деятельность, противоречащая целям его создания или причиняющая вред природным комплексам и их компонентам. Он должен компенсировать негативное воздействие на природные комплексы со стороны строящейся железной дороги Улак-Эльга.
На территории национального парка осуществляют традиционное природопользование — охоту и выпас оленей — общины коренных малочисленных народов. Здесь находятся пастбища домашних северных оленей и охотничьи угодья эвенков. Здесь расположено более половины (18 из 32) баз и оборудованных стоянок оленеводов родовой общины «Тайга».